# Sismo de Mutuípe de 2020
O sismo de Mutuípe em 2020 foi um terremoto que ocorreu às 10:44:28 UTC de 30 de Agosto de 2020, com o seu epicentro situado em Mutuípe, no Estado da Bahia, Brasil.
Segundo o USGS, a magnitude foi de 4,6 na escala de Richter, porém, o centro de sismologia da USP, registrou dois sismos de 4.2 e 3.7. Foi o maior e mais importante sismo já registrado na Bahia, fez-se sentir em mais de 40 cidades no Sul, Sudoeste, Recôncavo e até na capital Salvador, foi causado por possivelmente, reativação de uma falha geológica que situa-se próxima a Mutuípe, seu hipocentro foi a 10 km de profundidade e seu epicentro foi a 6 km de Mutuípe.
Danificou aproximadamente 10 casas, nas cidades de Santo Antônio de Jesus, Mutuípe, Amargosa(que mesmo não sendo o epicentro, foi o município que mais sofreu danos), São Miguel das Matas e Elísio Medrado.
Após o sismo, pessoas saíram em pânico as ruas com medo das casas desabarem, foi um sismo intenso, porém curto, durando aproximadamente 20 a 30 segundos.
Logo após toda essa comoção, fez-se sentir uma série de sismos chegando a 3.5, assustando a população ainda mais, foram instalados sismógrafos na região para monitoramento em tempo real e também estudo..
Terremotos em Mutuípe são comuns e fracos, porém este foi muito superior ao cotidiano. Outros terremotos foram registrados em 2010, 2016 e 2019.